# Mitch Callahan
Mitchell "Mitch" Callahan, född 17 augusti 1991, är en amerikansk professionell ishockeyspelare som tillhör NHL–organisationen Detroit Red Wings och spelar för Grand Rapids Griffins i AHL. Han har tidigare spelat på lägre nivå för Kelowna Rockets i WHL.
Callahan draftades i sjätte rundan i 2009 års draft av Detroit Red Wings som 180:e spelare totalt.

## Statistik
| 2008–2009  | Kelowna Rockets       | WHL        | 70  | 14 | 13 | 27  | 188 | 22 | 1 | 3  | 4  | 22 |
| 2009–2010  | Kelowna Rockets       | WHL        | 72  | 20 | 27 | 47  | 165 | 12 | 2 | 4  | 6  | 10 |
| 2010–2011  | Kelowna Rockets       | WHL        | 62  | 23 | 31 | 54  | 87  | 10 | 5 | 4  | 9  | 17 |
| 2011–2012  | Grand Rapids Griffins | AHL        | 48  | 6  | 3  | 9   | 103 | —  | — | —  | —  | —  |
| 2012–2013  | Grand Rapids Griffins | AHL        | 71  | 11 | 9  | 20  | 93  | 24 | 6 | 5  | 11 | 33 |
| 2013–2014  | Detroit Red Wings     | NHL        | 1   | 0  | 0  | 0   | 0   | —  | — | —  | —  | —  |
|            | Grand Rapids Griffins | AHL        | 66  | 25 | 14 | 39  | 51  | —  | — | —  | —  | —  |
| NHL totalt | NHL totalt            | NHL totalt | 1   | 0  | 0  | 0   | 0   | —  | — | —  | —  | —  |
| AHL totalt | AHL totalt            | AHL totalt | 185 | 42 | 26 | 68  | 247 | 24 | 6 | 5  | 11 | 33 |
| WHL totalt | WHL totalt            | WHL totalt | 204 | 57 | 71 | 128 | 440 | 44 | 8 | 11 | 19 | 70 |